# Schnapphahn
Schnapphahn war eine im Mittelalter und der frühen Neuzeit geläufige Bezeichnung für einen berittenen Wegelagerer, Freischärler oder Raubritter.

## Etymologie
Der Duden nennt als etymologische Herkunft das mittelhochdeutsche Wort snap „Straßenraub“ (das Schnappen).
Den gelegentlich vermuteten Bezug zum Schnappschloss (auch „Schnapphahnschloss“ genanntes Batteriesteinschloss) schließt Grimms Deutsches Wörterbuch aus:

„eine beziehung auf den hahn des flintenschlosses wäre ... unmöglich, weil es dergleichen zu der zeit, wo das wort auftaucht, noch gar nicht gab. man wird bei der deutung des wortes vielmehr an das verbum schnappen ... und an das subst. hahn in übertragung auf einen menschen ... zu denken und das wort als eine derbe und nicht ohne humor gebildete bezeichnung eines schnappenden, beute haschenden hauptkerls zu erklären haben“

Die Bezeichnung eines Menschen mit einer Eigenschaft in Kombination mit einer Tierart findet sich auch in Leseratte, Schmusekater wieder. 

## Verwendung im Dreißigjährigen Krieg
Im Deutschen ist der Begriff durch die Verwendung in Grimmelshausens Hauptwerk Simplicissimus von 1668/69 verewigt, in dem die Hauptfigur Simplicius auf seiner Flucht durch die Wirren des Dreißigjährigen Krieges die „Schnapphahne“ überlisten kann. Das Wort wurde in der Zeit des Dreißigjährigen Krieges ins Französische als chenapan phonetisch übernommen; interessant dabei ist, dass es immer noch mit der Bedeutung „Strolch“, „Schlingel“ oder „Bengel“ im Alltag gebraucht wird.
Eine historisch überlieferte Schnapphahn-Aktivität – ebenfalls während des Dreißigjährigen Krieges – lässt sich im Torstenssonkrieg 1643–1645 in Holstein nachweisen; hier hatten sich irregulär aufgestellte Rotten freier holsteinischer Knechte bzw. Schnapphähne gegen schwedische Besatzer unter dem heimlichen Kommandanten Caspar von Buchwaldt auf der Siegesburg aufgestellt und im Umland etliche Überfälle durchgeführt.

## Vorkommen in der dänisch-schwedischen Geschichte
Eine der bekanntesten Gruppen unter dieser Bezeichnung waren die dänisch-gesinnten Snapphanar (dänisch: Snaphaner), die im 17. Jahrhundert in den von Schweden besetzten ursprünglich dänischen Gebieten Schonen, Halland und Blekinge (im heutigen Südschweden) mit einer Guerillataktik gegen die schwedische Armee kämpften.